# Albert Mähl

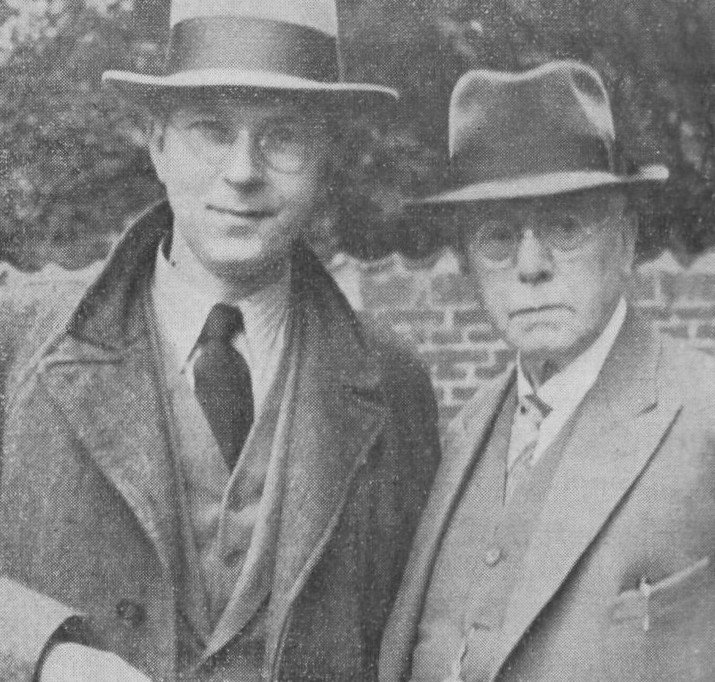
Albert Mähl (links) mit Ottomar Enking, 1937

Albert Mähl (* 5. Juni 1893 in Kiel; † 19. Januar 1970 in Hamburg) war ein deutscher Journalist und freier Schriftsteller, der neben Gedichten und Erzählungen u. a. auch Bühnenwerke und Hörspiele verfasste. 

## Leben
Mähl war der Sohn eines Kaufmanns. Er besuchte die Kieler Oberrealschule, wo Arthur Gloy und Hermann Krumm zu seinen Lehrern zählten. Nach der Schulausbildung betätigte Mähl sich in unterschiedlichen Berufen. So arbeitete er beispielsweise als Telefonstenograph in der Kommunalverwaltung, als Redaktionsgehilfe und als Journalist. Zeitweise war er auch als Lehrer in einem Internat angestellt.
Im Jahre 1914 meldete er sich zu Beginn des Ersten Weltkriegs als Freiwilliger zum Kriegsdienst. Drei Jahre später kehrte er nach einer schweren Verwundung in die Heimat zurück. Anschließend absolvierte er ein Studium der Philosophie in München, Kiel und Zürich. Danach verlegte er seinen Lebensmittelpunkt nach Hamburg und arbeitete dort fortan als freier Schriftsteller.
Zu seinen zahlreichen Arbeiten gehört auch die niederdeutsche Bearbeitung des Lustspiels Der zerbrochne Krug von Heinrich von Kleist aus dem Jahre 1924. Diese Version diente auch dem NWDR in Hamburg 1952 als Grundlage für sein Hörspiel De Pott is twei, in dem die Schauspieler Hartwig Sievers, Hans Mahler, Otto Lüthje, Magda Bäumken und Heidi Kabel vom Ohnsorg-Theater die Hauptrollen sprachen.
Zum Gedenken an den niederdeutschen Lyriker und Schriftsteller Klaus Groth schrieb er 1952 das Hörspiel Der Quickborn, dessen Titel sich auf den gleichnamigen Gedichtband bezieht. In der Rolle des Dichters war der Ohnsorg-Schauspieler Heinz Lanker zu hören.
Albert Mähl verstarb 76-jährig in Hamburg, er wurde in Hamburg auf dem Blankeneser Friedhof beigesetzt.

## Auszeichnungen
- 1961: Freudenthal-Preis
- 1966: Quickborn-Preis
- 1970: Friedrich-Hebbel-Preis

## Werke (Auswahl)
In niederdeutscher Sprache:
- De Reis'nah Piepenbötel. - Boel (Sleswig): Gall, 1920. - 28 S.
- De Pott is twei: Kumedi in een Törn. - Hamburg : Hermes, [1924]. - 61 S. - (Niederdeutsche Fassung des Lustspiels ’’Der zerbrochne Krug’’ von Heinrich von Kleist, Uraufführung: Niederdeutsche Bühne Kiel, 25. Mai 1924)
- Hemmingstedt: Niederdeutsche Chor-Ballade / von Albert Mähl. Mit 3 Holzschnitten von Hans Groß. - Lübeck : Westphal, 1928. - 12 S. : Ill.
- Utsåt : Gedichten. - Kiel: Fehrs-Gilde, 1931. - 82 S.
- Trumm slaa an: Balladen. - Hamburg : Meißner, [1933]. - 46 S.
- Grappenkram: Ein Stremel plattdeutsche Philosophie. - Lübeck : Westphal, 1935. - 62 S.
- Hart vull Drift: Neue plattdeutsche Gedichte. - Hamburg : Quickborn-Verl., 1940. - 55 S.
- Wieben Peters: Spill in dree Törns : niederdeutsches Drama. - Hamburg : Hermes, 1941. - 87S. (Uraufführung: Niederdeutsche Bühne Hamburg, dem späteren Ohnsorg-Theater, 31. August 1940)
- Niederdeutsche Gedichte. - Hamburg: Hermes, 1948. - 71 S.
- Ulen und Kreihen: Plattdeutsche Tiergeschichten. - Hamburg : Köhler, 1956. - 63 S.
- Bi Brodersen in’n Laden: Komödie in 1 Aufzug. - Hamburg : Quickborn-Verl., 1957. - 24 S. (Uraufführung: Niederdeutsche Bühne Flensburg, 5. Januar 1958)
- De verlaren Söhn: Ein niederdeutsches Kammerspiel in drei Akten. - Verden : Mahnke, 1957. - 76 S. - (Speeldeel [SP] ; 569)

(Uraufführung: Ohnsorg-Theater, 8. April 1958)
- Grappenkram. - 3. Tsd., vermehrte Ausg. - Hamburg: Quickborn-Verlag, 1958. - 71 S.
- Rögen und Swögen: [Geschichten]. - Hamburg-Wellingsbüttel: Verlag d. Fehrs-Gilde, 1958. - 128 S.
- Ünnerwegens / Albert Mähl. Zusammenstellung: Hans Ehrke. - Itzehoe: Christiansen, [1970]. - 47 S.

In hochdeutscher Sprache:
- Niederdeutsche Art und Sprache. Ein Bekenntnis - 1934
- Leisegang verständigt sich - 1935
- Das feurige Lied. Buch der Kameradschaft - 1937
- Rassenseele im Spiegel der Sprache. Sprache und Seele im Niederdeutschen - 1938
- Hinterm Deich. Landschaftliche Erzählungen - 1943
- Lebensgefühl und Gestaltung. Ein Beitrag zur Seelengeschichte unserer Sprachkultur - 1943
- Nordland. Balladen und Gedichte - 1943
- Magischer Strom. Verse aus der Elblandschaft - 1952
- Wir bleiben unterwegs. Erzählungen -  1966 Holsten-Verlag Hamburg
- Männer und Mächte. Erzählungen, Gedichte, Aphorismen - 1968

## Hörspiele (Auswahl)
- 1951: Dat Heimatfest; NWDR Hamburg (Regie: Nicht bekannt)
- 1952: De Landfeend op Helgoland; NWDR Hamburg (Regie: Werner Perrey)
- 1952: Das kommt nicht wieder!; NWDR Hamburg (Regie: Hans Freundt)
- 1952: ... de schall sick ok mal amüseern!; RB (Regie: Jochen Rottke)
- 1952: De verlaren Söhn; RB (Regie: Walter Bäumer)
- 1952: Der Quickborn; NWDR Hamburg (Regie: Hans Freundt)
- 1953: Hinterm Deich; NWDR Hamburg (Regie: Günter Jansen)
- 1954: Hemmingstedt; NWDR Hamburg (Regie: Günter Jansen)
- 1954: Interview mit Swinegel; NWDR Hamburg (Regie: Günter Jansen)
- 1954: Nimm mich mit, Kapitän; NWDR Hamburg (Regie: Günter Jansen)
- 1955: De snaaksche Vagel; NWDR Hamburg (Regie: Hans Tügel)
- 1955: De drieste Voß; NWDR Hamburg (Regie: Günter Jansen)
- 1956: Fritz Stavenhagen; NDR (Regie: Hans Tügel)
- 1957: Julia un de Renaissance; NDR (Regie: Hans Tügel)
- 1957: Albert Ballin; (Produktion des NWDR von 1950) NDR (Regie: Hans Freundt)
- 1957: De snaaksche Vagel; RB (Regie: Wolfgang Harprecht)
- 1958: Op Tour nah Milano. Kleines Hörspiel von einer Italienreise; NDR (Regie: Hans Tügel)
- 1959: De drieste Voß; RB (Regie: Rudolf Sang)
- 1960: De verloren Söhn; NDR (Regie: Hans Tügel)

Bearbeitungen (Wort):
- 1951: Fritz Stavenhagen: De dütsche Michel; NWDR Hamburg (Regie: Hans Freundt)
- 1952: Heinrich von Kleist: De Pott is twei; (Niederdeutsche Version von Der zerbrochne Krug) NWDR Hamburg (Regie: Hans Freundt)
- 1953: Heinrich von Kleist: De Pott is twei; (Niederdeutsche Version von Der zerbrochne Krug) RB (Regie: Walter Bäumer)
- 1959: Paul Trede: Mudder Elend und ehr Beerbohm; NDR (Regie: Hans Tügel)